# Chaetophractus vellerosus
Petit tatou velu
Espèce
Statut de conservation UICN

 LC  : Préoccupation mineure
Le Petit tatou velu ou tatou criard  (Chaetophractus vellerosus) est une espèce de tatous  de la sous-familledes Euphractinae. Il a été décrit par John Edward Gray en 1865.

## Vocalises
Cette espèce a pour particularité d'être habituellement silencieuse, mais d'émettre - quand elle est stressée (capturée ou manipulée par un humain, capturée par un chien ou un animal sauvage) - des cris qui évoquent les cris de désespoir ou de souffrance d'un enfant. Les enregistrements audio montrent que ce son peut être décomposé en divers types de sons émis par l'animal dans ces circonstances. Il pourrait s'agir d'appels de détresse ou de cris d'alerte destinés à avertir d'autres tatous d'un danger ou d'un cri destiné à effrayer le prédateur qui les attaque, voire à attirer un autre prédateur pour attaquer le premier.

## Description
Il s'agit d'un animal long d'environ 25 cm, de forme trapue et aplatie, au corps recouvert d'une vingtaine de bandes d'un gris noirâtre. La partie supérieure de la tête, la partie des pattes tournée vers l'extérieur et la queue (formée d'anneaux) sont elles aussi recouverte d'une cuirasses. Les plaques qui composent la cuirasse sont de couleur noirâtre, rudes au toucher et sont visuellement semblables aux écailles des crocodiles. La peau elle aussi est noirâtre et recouverte d'une duvet ras d'une couleur variant du noir au brun-rougeâtre. Le poil est plus épais sur le ventre et est aussi présent sur la carapace.

## Répartition

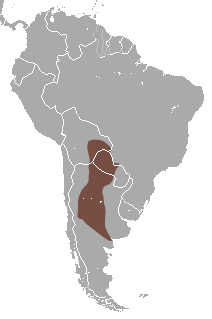
Répartition de l'espèce en Amérique du Sud.

On trouve cette espèce en Argentine, en Bolivie et au Paraguay.
Il s'adapte à presque tous les types d'environnement, s'il n'est pas trop humide : On peut donc le trouver dans les forêts sèches tropicales et subtropicales, dans les prairies d'herbe ou d'arbrisseaux, dans les aires désertiques, dans les champs cultivés.

## Sous-espèces
- Chaetophractus vellerosus pannosus (Thomas, 1902)
- Chaetophractus vellerosus vellerosus (Gray, 1865)